# Joyce Cavalcante
Joyce Cavalcante (Fortaleza, 12 de março de 1946) é uma romancista, contista e conferencista brasileira.

## Biografia
Joyce Cavalccante nasceu em Fortaleza, estado do Ceará, Brasil, em 12 de março de 1963. É a terceira filha de Ernesto Saboia de Figueirêdo e Albetisa Aguiar de Figueirêdo. Passou a infância na cidade de Sobral, precisamente na fazenda Jatobá, de propriedade de seus pais. Mudou-se pra Fortaleza na adolescência.
Adotou São Paulo como cidade para morar e desenvolver sua carreira de escritora. Ela é romancista, contista, cronista, tetróloga  e conferencista. Publicou oito livros de prosa de ficção individualmente, e participou de quinze coletâneas de contos com outros autores. Contribui sistematicamente com a imprensa, ou seja com a publicação de contos, resenhas, artigos ou crônicas. Desde algum tempo vem se dedicando a palestras sobre literatura em universidades brasileiras e estrangeiras. É presidente da REBRA - Rede de Escritoras Brasileiras, entidade sem fins lucrativos cuja missão é alargar as oportunidades das mulheres do Brasil.

## Prêmios e indicações
- 1993 - Prêmio APCA (Associação Paulista de Críticos de Arte) de melhor ficção, por seu romance Inimigas Íntimas.
- 2002 - Prêmio Radio France Internationale[2], pelo conto Neguinha.
- 2007 - Medalha conferida pela Société Académique des Arts, Sciences et Lettres, da França, pelo conjunto da sua obra.
- 2008 - Prêmio Top Leader Quality da Academia Latino-Americana de Arte.

## Obras da autora
Livros individuais
- De Dentro Para Fora
- Costela de Eva
- Livre & Objeto
- O Discurso da Mulher Absurda
- Retalhos Místicos - Álbum de serigrafias e poemas em parceria com o artista Élvio Becheronni. Texto bilíngüe em português e inglês.
- Inimigas Íntimas
- O Cão Chupando Manga[3]
- Noites Masculinas – Teatro. Texto bilíngüe em português e espanhol.